# TO BE HERO
『TO BE HERO』（トゥー・ビー・ヒーロー、中: 凸变英雄 BABA）は、2016年10月より12月まで日本で放送された瀾映画による中国のアニメーション作品。1話数あたり約10分の内容。絵梦のブランド「HAOLINERS」初のオリジナル作品。
第2期『TO BE HEROINE』（トゥー・ビー・ヒーローイン、中: 凸变英雄 LEAF）は、2018年4月より中国で配信開始。全12話。日本では同年5月より放送開始し、現実世界は中国語、異次元世界は日本語吹き替えとなっている。日本語版は1話約24分で全7話。
第3期『TO BE HERO X』（トゥー・ビー・ヒーロー エックス）が2025年4月より配信・放送されている。1話約24分。

## 登場人物

### TO BE HERO

#### メインキャラクター
おっさん（中国語：大叔/伢叔）
声 - 津田健次郎
本作の主人公。38歳。便座のデザイナー。大の尻フェチ。イケメンかつナルシストで出世欲が強く、家庭を顧みずに仕事へ没頭した結果が妻に逃げられてしまう。便座での変身でヒーローとなったが、その姿は冴えないメタボ体型。髪は薄くなり、格好も「ランニングシャツに短パン」になる。ヒーローになってからは、思った言動と違う言葉を発してしまう。即時回復する不死身の身体ではあるがミンちゃんにやられた傷は治りが遅い。
データ星人によりヒーローになった際に、舞台となった地球とは平行世界の人物と判明する。その姿は昔、ミンちゃんのために描いた絵本の姿に酷似していたが、劇中の世界は空想ではなく多次元の世界であったらしい。
実際の世界のミンちゃんの父親は、プロジェクトを同僚に乗っ取られ職を失い、バイトの掛け持ちから過労で危篤状態にあった。退院後、過食により激太りする。
ミンちゃん（中国語：小敏）
声 - 月野もあ
16歳。おっさんのひとり娘。JK。勉強・スポーツ万能で空手は黒帯。
王子（おうじ） / 萌萌（もえもえ）
声 - 杉田智和、田辺留依（四年生）
地球侵略の先鋒として宇宙からやってきた宇宙人リーダー。テンアリセント星の第二王子。
必殺拳「千年の恋貫いて浣腸殺」、究極奥義「もろ手万力むしり」、超奥義「千年万年てめぇゴロシ」などでおっさんの身体を貫ぬくも即時回復の能力から無傷に終わるが、クリプトナイナイトと名付けたおっさんの鼻糞を取り込んだことで地球人の鼻糞を集めることができるようになる。しかし、おっさんをタコ殴りにするミンちゃんをみて、母親に虐待されることで喜びを感じていた自分と重ね恋愛感情を持ち、彼女に部屋をプレゼントするために母船を売却し、オッサンと山田のマンションで同居することになる。現実世界ではミンちゃんの恋人。
山田さん
声 - 青山穣
年齢不詳。おっさんの部屋の隣に住む中年男性。おかっぱ頭で頭身は普通の人の倍近くある。妻子に逃げられ独り身。マンションの家主。
第7話でデータ星人を接続されて性別が変わり、相思相愛になる。現実世界での口調は「ザンス」。容姿は一般サイズ。

#### 侵略宇宙人
ブラックホイホイ大帝
怪人No.1。ゴキブリ怪人。小さかったため、おっさんのスリッパ攻撃で倒される。
アイアンヘビマン
怪人No.2。エビ怪人。
獣王ウルバロプス
声 - 粟津貴嗣
怪人No.3。不死身を誇るも、その場限りの美少女の部屋に間違えて行ってしまい、うっかり自慢の爪で自分の脳を抉ってしまう。
チキン大魔王
声 - 北沢力
怪人No.4。死の魔法「惨死、惨死、惨死」使いで、ある惑星の住人を皆殺しにした経歴をもつが、地球人が鳥を食べる種族であることに恐れ、死の魔法もおっさんに跳ね返され倒される。
5代目ステキなおにいさん
声 - 鈴木裕斗
怪人No.5。ミンを攻略するために作られた対女兵器の怪人。しかし、顔が球体の人間離れした造形でミンに倒され、さらにバンブルZと共におっさんに倒される。
バンブルZ（ゼット）
声 - 前田剛
怪人No.6。5代目ステキなおにいさんのサポートメカ。スポーツカー型でラップ調で話し、ロボットに変形する。しかし、変形後の手足が短く攻撃できず、エンジンを弄られ倒される。
大王 / ダイ王子
声 - 飯塚昭三（大王）、笹島かほる（ダイ王子・10歳）、前田剛（ダイ王子）
王子の父親。全宇宙から生ぬるい感情や情緒を消し去るために宇宙支配を目論む。知り合う女性たちは片っ端から死に、両親からも見下げられ、結婚した大柄の妃は隠れて虐待や不倫を繰り返し、子供達は子孫誕生マシンで生まれた。妻の死後、一切の情を捨てる。圧倒的な能力を持ち、おっさんの力は全く効かない。なお、大王をはじめとする侵略宇宙人は、ミンちゃんの絵本の中で描かれた悪いパパをモチーフとしていた。
第三王子 萌萌萌
声 - 大河元気
王子の弟。兄の代わりに地球にやってきたが、暴走しているデータ星人のデータバッテリの爆発に巻き込まれる。「はやはや」の能力を持つ。
データ星人
声 - 西田望見
萌萌の婚約者を自称する触手型人種。尻尾が本体で人型部分はデータバッテリ。排泄は人型の口から行う。扉に挟まって引っこ抜かれた際に人型部分は暴走して爆発してしまう。
第一王子 萌（もえ）
声 - 井上和彦
王子の兄。三兄弟の中で唯一抜け目のない人物で、変身前のおっさんになりすましミンに接触する。「なでなで」の能力を持つ。萌萌からはただのオカマだと思われている。自信を失う「絶望の水」に変えた酒を自ら飲んでしまい正体を暴露する。

### TO BE HEROINE
花屋 二葉（はなや ふたば/中国語版簡体字：花语叶）
声 - 月野もあ（異次元世界）、咩咩（現実世界）
17歳。第2期の主人公。都心の高校に通っている女子高校生。世渡りがうまくて大人っぽくみえるが繊細な性格。インテリ家庭に生まれ育ち、小さいころから英才教育を受けている。
黄金パンツの子〈光くん〉 / 沙 光（いさご ひかる）/中国語版：沙小光
声 - くまいもとこ（異次元世界）、叮当（現実世界）
17歳の高校生。幸福な家庭で育てられるも7歳のころに父親を亡くし、母親も病んでしまう。爽やかで親切な見た目と裏腹に、闇深い事情を抱える人物。
異次元世界の子〈超オジ〉 / 梁 超（うつばり とおる）
声 - 南央美（異次元世界）、劉明月（現実世界）
17歳。双葉と光の幼馴染。経済的に豊かな家庭に育ち、三人の中では一番まともな性格。幼いころから双葉に想いを寄せている。
ミンちゃん / 姜辰敏
声 - 皆川純子（異次元世界）、山新（現実世界）
『TO BE HERO』のヒロイン。17歳。二葉の親友として彼女を支える。同じ高校に通う女子高校生。異世界の存在を知っている。

### TO BE HERO X
X（エックス）
声 - 宮野真守
第3期の主人公。誰もが知り、誰も知らないトップヒーローの男性。
クイーン（中国語版：女王）
声 - 花澤香菜
頂を目指す孤高の女王。あらゆる分野で卓越した能力を発揮する女性ヒーローの代表格。
梁龍（りょうりゅう）
声 - 内山昂輝
野心燻る不屈のアウトサイダー。驚異の打たれ強さを持ち味とする粗暴な一匹狼の男性。
黙殺（もくさつ）
声 - 中村悠一
言葉をも殺す静寂の暗殺者。言葉を発することなく任務を全うするクールな男性ヒーロー。
リトルジョニー＆ビッグジョニー（漢字表記：小強、大強）
声 - 松岡禎丞
揺らぐことのない人獣一体の絆。マスコット的な愛嬌で話題沸騰のヒーローコンビ。
ロリ（漢字表記：罗莉/羅莉）
声 - 佐倉綾音
正義の天才メカニックガール。多彩なギミックを搭載したバトルスーツを纏った少女。
ラッキーシアン（漢字表記：幸运青/幸運青）
声 - 水瀬いのり
歌声に乗せる幸運の色。人並外れた幸運を持つ女性シンガーソングライター。
トラ（漢字表記：阿虎（アフ））
声 - 山寺宏一
ハードボイルドスーパードッグ。史上最速でランキングトップ10入りを果たしたヒーロー犬。
魂電（こんでん）
声 - 緑川光 / 島﨑信長
継承する青き閃光。長年にわたって市民から支持され続けるレジェンドヒーロー。
ナイス（漢字表記：奈斯）
声 - 花江夏樹
第3期のキーパーソン。完璧に舞い、完璧に勝つMr.パーフェクトの青年。

## スタッフ
第1期
- 原作・脚本・シリーズ構成・監督・絵コンテ - 李豪凌
- キャラクターデザイン・総作画監督・色彩設計・演出 - LAN
- 撮影監督 - ひらのりゅうじ
- 編集 - 肥田文
- 音響監督 - ワタナベシンイチ
- 音楽 - 宮崎京一、東タカゴー、清水永之、林和夜
- 日本語版監修 - ワタナベシンイチ
- 日本語版制作協力 - スプリング
- アニメーション制作 - LAN STUDIO
- 製作 - 絵梦

第2期
- 原作・脚本・シリーズ構成・監督・絵コンテ - 李豪凌
- キャラクターデザイン・総作画監督・色彩設計・演出 - LAN
- 撮影監督 - 中村慎太郎
- 編集 - 肥田文、李豪凌
- 音響監督 - 村松久進
- 音楽 - Woo Sound Studio（桂子油、十音、方雯、沈輯、周俊成）、秉音創声（楊秉音、李牧野）、宮崎京一、清水永之、東タカゴー
- 制作協力 - STUDIO Purple-I、絵梦株式会社
- アニメーション制作 - LAN STUDIO、上海絵梦
- 製作 - 絵梦、LAN STUDIO

## 主題歌

### 第1期
オープニングテーマ「アイニコイヨ」
作詞・作曲 - 灰炎 / 編曲 - YUJI MORIMOTO / 歌 - BRATS
エンディングテーマ「私のパパが地球を守る 〜我爹守护地球〜」
作詞・作曲・編曲・歌 - 林和夜
中国語版オープニング「无畏英雄」（第1-3話）「执念」（第4話 - 12話）
作詞 - VIKKI ZHUANG（中文）、JULIEN FAVRE（英文） / 作曲 - MANELS FAVRE / 歌 - 刘畅（LOKI）
第4話よりタイトル変更。
中国語版最終回エンディング「我爹才没守护地球」（第12話）
作詞・作曲・編曲・歌 - 林和夜

### 第2期
オープニングテーマ「Ray」
作詞・編曲 - 平地孝次 / 作曲 - Sakiel Kiriya、Konnie Aoki / 歌 - PassCode
エンディングテーマ「恋花恋慕」
作詞・作曲 - テルジヨシザワ / 編曲 - soundbreakers / 歌 - Re-connect
中国語版オープニング「甜味汽水」
作詞 - dracena / 作曲 -李佳劼katsu / ミキシング - 火炮 / 歌 - 约伯
中国語版エンディング「温度守恒」
作詞・作曲・編曲・歌 - 林和夜 / ミキシング - Trebor_TTTTT

### 第3期
オープニングテーマ「INERTIA」
作詞 -  Benjamin / 作曲・編曲 - 澤野弘之 / 歌 - SawanoHiroyuki[nZk]:Rei (SACRA MUSIC）
エンディングテーマ「KONTINUUM」
作詞 -  Benjamin / 作曲・編曲 - 澤野弘之 / 歌 - SennaRin（SACRA MUSIC）
メインテーマ「JEOPARDY」
作詞 - Benjamin / 作曲・編曲 - 澤野弘之 / 歌 - Benjamin & mpi
ナイス編 劇中歌「PARAGON」
作詞 - Benjamin / 作曲・編曲 - 澤野弘之 / 歌 - Benjamin & mpi
魂電編 劇中歌「NEON RAIN」
作詞 - Benjamin / 作曲・編曲 - ケンモチヒデフミ / 歌 - Eliana / オーケストラアレンジ - 馬瀬みさき
ラッキーシアン編 劇中歌「Take Off」
作詞 - Shown / 作曲・編曲 - DAIKI (AWSM.) / 歌 - Lucky Cyan
挿入歌「Twilight」
作詞 - Shown / 作曲・編曲 - DAIKI (AWSM.) / 歌 - Lucky Cyan
挿入歌「My Color」
作詞 - Shown / 作曲・編曲 - DAIKI (AWSM.) / 歌 - Lucky Cyan
挿入歌「Whishing」
作詞 - Shown / 作曲・編曲 - DAIKI (AWSM.) / 歌 - Lucky Cyan
クイーン編 劇中歌「Queen of the stars」
作詞 - R!N / 作曲・編曲 - 髙田龍一（MONACA） / 歌 - R!N
ロリ編 劇中歌「Candy Mountain」
作詞 - nikiie / 作曲・編曲 - 睦月周平 / 歌 - 國土佳音
黙殺編 劇中歌「Because of you」
作詞 - 深澤秀行、Kris Roche / 作曲・編曲 - 深澤秀行 / 歌 - Kris Roche

## 各話リスト
| 第1期  | 第1期                                                    | 第1期                                   | 第1期                  |
| 話数   | サブタイトル                                             | サブタイトル（中）                      | 作画監督               |
| ------ | -------------------------------------------------------- | --------------------------------------- | ---------------------- |
| 第1話  | 英雄初日                                                 | 突如其来的英雄                          | 王傑鋒                 |
| 第2話  | 英雄二日目「惨死、惨死、惨死」                           | 英雄早饭吃个鸟                          | 王傑鋒、陳紹宇         |
| 第3話  | 英雄三日目「やっぱ上に立つ者が」                         | 防火防盗防阔少                          | 王傑鋒                 |
| 第4話  | 英雄四日目「8種類の異なる悲鳴」                          | 凝聚世界的力量                          | 王傑鋒                 |
| 第5話  | 英雄五日目「テープ貼ってごまかしてんじゃねーよ!」        | 英雄做不到的事                          | 陳紹宇、黄雯雯         |
| 第6話  | 英雄六日目「ちょっとドキドキしちゃう展開」               | 没有想到会是你                          | 王傑鋒、陳紹宇 LAN     |
| 第7話  | 英雄七日目「あっちの世界の住人」                         | 找回自己的方法                          | 王傑鋒、LAN            |
| 第8話  | 英雄八日目「何人も同時に彼女が欲しい！」                 | 另一个父亲的事                          | 王傑鋒、LAN            |
| 第9話  | 英雄九日目「君がしてくれるなら、俺は今すぐパンツを脱ぐ」 | 回到故事的起点                          | 王傑鋒、LAN            |
| 第10話 | 英雄十日目「お笑い控えめ、塩分控えめ」                   | 不可预知的能力                          | 王傑鋒、LAN            |
| 第11話 | 英雄十一日目「私は負け犬です。死なせて下さい」           | 某种温暖的信号                          | 王傑鋒、LAN            |
| 第12話 | 英雄十二日目「パパ そばにいて！」                        | 另一个世界的父亲                        | 王傑鋒、陳紹宇 LAN     |
| 第2期  |                                                          |                                         |                        |
| 話数   | サブタイトル                                             | サブタイトル（中）                      | 作画監督               |
| 第1話  | ep:01 異世界の住人                                       | 第一叶 一脱成神                         | LAN、王傑鋒            |
| 第2話  | ep:02 魔法の言葉                                         | 第二叶 东南西北皆“兄弟” 第三叶 一发消魂 | LAN、王傑鋒            |
| 第3話  | ep:03 信義と裏切り                                       | 第四叶 被保存的时间 第五叶 动摇的初心   | LAN、王傑鋒            |
| 第4話  | ep:04 消えた世界                                         | 第六叶 消失的光 第七叶 从心开始         | LAN、王傑鋒            |
| 第5話  | ep:05 闇の襲来                                           | 第八叶 十年前（上） 第九叶 十年前（下） | LAN、王傑鋒            |
| 第6話  | ep:06 寡戦                                               | 第十叶 父之所爱 第十一叶 等待黎明       | LAN、王傑鋒            |
| 第7話  | ep:07 あなたが私にくれたもの                             | 第十二叶 破晓之光！                     | LAN、王傑鋒            |
| 第3期  |                                                          |                                         |                        |
| 話数   | サブタイトル                                             | サブタイトル（中）                      | 作画監督               |
| 第1話  | ナイス                                                   | 奈斯 NICE                               | Haolin（リ・ハオリン） |
| 第2話  | シャオ・ユエチン                                         | 潇月卿 MOON                             | Haolin（リ・ハオリン） |
| 第3話  | 不屈のヒーロー                                           | 不倒英雄 THE EVER-STANDING HERO         | Haolin（リ・ハオリン） |
| 第4話  | リン・リン                                               | 林凌 THE COMMONER                       | Haolin（リ・ハオリン） |
| 第5話  | 一人の役者                                               | 一个演员 ONE ACTOR                      | Haolin（リ・ハオリン） |
| 第6話  | 二人の魂電                                               | 两个魂电 TWO E-SOULS                    | Haolin（リ・ハオリン） |
| 第7話  | 三人の席                                                 | 三个座位 THREE SEATS                    | Haolin（リ・ハオリン） |
| 第8話  | 青色の少女                                               | 青色的女孩 THE CYAN GIRL                | Haolin（リ・ハオリン） |
| 第9話  | 喪失と獲得電                                             | 失去并得到 LOSS AND GAIN                | Haolin（リ・ハオリン） |
| 第10話 | 幸運の真相                                               | 幸运的真相 THE TRUTH BEHIND LUCK        | Haolin（リ・ハオリン） |
| 第11話 | 頂への路                                                 | 加冕之路 ROAD TO THE CROWN              | Haolin（リ・ハオリン） |
| 第12話 | 凋落の星                                                 | 陨落之时 FALL OF THE STAR               | Haolin（リ・ハオリン） |
| 第13話 | タフガール                                               | 女汉子TOUGH GIRL                        | Haolin（リ・ハオリン） |
| 第14話 | カウンターアタック                                       | 即兴反击IMPROMPTU COUNTERATTACK         | Haolin（リ・ハオリン） |
| 第15話 | 感情失調症                                               | 情感障碍症 AFFECTIVE DISORDER           | Haolin（リ・ハオリン） |
| 第16話 | 良薬                                                     | 良药 THE CURE                           | Haolin（リ・ハオリン） |
| 第17話 | 白婉花(はくえんか)                                       | 白婉花 WHISPER FLOWER                   | Haolin（リ・ハオリン） |
| 第18話 | 消えゆく火                                               | 熄灭的火焰 DIED-OUT FLAME               | Haolin（リ・ハオリン） |
| 第19話 | 均衡崩壊                                                 | 打破平衡 BREAKING THE BALANCE           | Haolin（リ・ハオリン） |
| 第20話 | 廃墟事件                                                 | 废墟事件 THE RUINS INCIDENT             | Haolin（リ・ハオリン） |

## 放送局
| 放送期間                 | 放送時間           | 放送局   | 対象地域 | 備考                                                                                            |
| ------------------------ | ------------------ | -------- | -------- | ----------------------------------------------------------------------------------------------- |
| 2016年10月5日 - 12月21日 | 水曜 18:30 - 18:59 | TOKYO MX | 東京都   | エムキャス対応番組 /同じハオライナーズの『CHEATING CRAFT』とのセット放送 / 日本語吹き替え版のみ |

| 配信期間                  | 配信時間                 | 配信サイト | 備考 |
| ------------------------- | ------------------------ | ---------- | ---- |
| 2016年10月13日 - （終了） | 木曜 0:40 - （水曜深夜） | AbemaTV    |      |

第3期 TO BE HERO X
日本国内の放送について、日本語音声のみ、字幕に対応している場合はクローズドキャプション、日本語のみ（字幕放送）
| 放送期間                      | 放送時間                                                  | 放送局             | 対象地域       | 備考               |
| ----------------------------- | --------------------------------------------------------- | ------------------ | -------------- | ------------------ |
| 2025年4月6日 -                | 日曜 9:30 - 10:00                                         | フジテレビ         | 関東広域圏     | 字幕放送、解説放送 |
|                               |                                                           | 北海道文化放送     | 北海道         |                    |
|                               |                                                           | 岩手めんこいテレビ | 岩手県         |                    |
|                               |                                                           | 仙台放送           | 宮城県         |                    |
|                               |                                                           | 福島テレビ         | 福島県         |                    |
|                               |                                                           | 長野放送           | 長野県         |                    |
|                               |                                                           | 石川テレビ         | 石川県         |                    |
|                               |                                                           | テレビ静岡         | 静岡県         |                    |
|                               |                                                           | 東海テレビ         | 中京広域圏     |                    |
|                               |                                                           | 関西テレビ         | 関西広域圏     |                    |
|                               |                                                           | 岡山放送           | 岡山県・香川県 |                    |
|                               |                                                           | テレビ新広島       | 広島県         |                    |
|                               |                                                           | テレビ愛媛         | 愛媛県         |                    |
|                               |                                                           | 高知さんさんテレビ | 高知県         |                    |
|                               |                                                           | テレビ西日本       | 福岡県         |                    |
|                               |                                                           | サガテレビ         | 佐賀県         |                    |
|                               |                                                           | テレビ熊本         | 熊本県         |                    |
|                               |                                                           | 鹿児島テレビ       | 鹿児島県       |                    |
| 2025年4月12日 -               | 土曜 5:20 - 5:50                                          | 富山テレビ         | 富山県         |                    |
| 2025年4月17日 2025年4月24日 - | 木曜 1:00 - 1:30（水曜深夜） 木曜 0:45 - 1:15（水曜深夜） | 福井テレビ         | 福井県         |                    |
| 2025年4月19日 -               | 土曜 5:30 - 6:00                                          | NST新潟総合テレビ  | 新潟県         |                    |
| 2025年6月24日 -               | 火曜 15:15 - 15:45                                        | 山陰中央テレビ     | 鳥取県・島根県 |                    |
| 2025年7月4日 -                | 金曜 0:45 - 1:15（木曜深夜）                              | さくらんぼテレビ   | 山形県         |                    |
| 2025年7月7日 -                | 月曜 1:25 - 1:55（日曜深夜）                              | テレビ宮崎         | 宮崎県         |                    |
|                               |                                                           | 沖縄テレビ         | 沖縄県         |                    |
| 2025年7月18日 -               | 金曜 0:53 - 1:25（木曜深夜）                              | テレビ長崎         | 長崎県         |                    |
| 2025年7月24日 -               | 木曜 0:50 - 1:20（水曜深夜）                              | 秋田テレビ         | 秋田県         |                    |